# Мягков, Андрей Васильевич
Андре́й Васи́льевич Мягко́в (8 июля 1938, Ленинград, СССР — 18 февраля 2021, Москва, Россия) — советский и российский актёр театра, кино и озвучивания, театральный режиссёр, писатель; народный артист РСФСР (1986), лауреат Государственной премии СССР (1977) и Государственной премии РСФСР им. братьев Васильевых (1979).
Вошёл в историю отечественного искусства как «главный интеллектуальный актёр эпохи», один из выдающихся киноартистов XX века.

## Биография

### Ранние годы
Андрей Мягков родился 8 июля 1938 года в Ленинграде.

#### Семья
Отец — Василий Дмитриевич Мягков (1908—1978), кандидат технических наук, доцент Технологического института. Мать — Зинаида Александровна Мягкова (1913—1989), инженер-механик, работала в Ленинградском полиграфическом техникуме с 1946 по 1968 год.
Сестра — Татьяна Мягкова (род. 1936).
По настоянию отца Андрей окончил Ленинградский технологический институт (ныне — Санкт-Петербургский государственный технологический институт), недолгое время работал в Институте пластических масс. На любительском спектакле «Лесная песня» был замечен одним из педагогов Школы-студии МХАТ, который предложил ему попробовать силы у них.
В 1965 году успешно выпустился (курс Василия Маркова) и тогда же стал актёром театра «Современник».

### Карьера
Одной из первых театральных ролей стала роль Дядюшки в постановке «Дядюшкин сон» в 1965 году. На сцене театра Мягковым также сыграны роли в спектаклях «На дне», «Балалайкин и Ко», «Обыкновенная история», «Большевики» и многих других.
В кино впервые снялся в 1965 году в роли зубного врача Чеснокова в кинокомедии «Похождения зубного врача». Несколько раз снимался у режиссёра Эльдара Рязанова, в том числе в фильмах «Ирония судьбы, или С лёгким паром!», «Служебный роман», «Гараж» и «Жестокий романс». Получив всенародную славу, прежде всего, как комедийный актёр, сыграл большое количество крупных драматических ролей в театре и кино — таких, как Алёша в «Братьях Карамазовых» Ивана Пырьева, Алексей Турбин в «Днях Турбиных» Владимира Басова, учёный-карьерист Швырков в драме Марлена Хуциева «Послесловие», Александр Адуев в спектакле «Обыкновенная история», Барон в пьесе Горького «На дне», поставленных Галиной Волчек в «Современнике».
С 1965 по 1977 год был артистом Московского театра «Современник».
Всенародную славу ему принёс фильм «Ирония судьбы, или С лёгким паром!» (1976), где он сыграл главную роль: Женю Лукашина.
В 1976 году, когда «Ирония судьбы» вышла в прокат, Андрея Мягкова, по опросу журнала «Советский экран», признали лучшим актёром года и присудили Госпремию СССР.

— Этот фильм поставил крест на моей карьере, — говорил актёр. — Все считают меня алкоголиком, хоть в действительности спиртного я не люблю, а баню просто не-на-ви-жу! Я этот фильм уже не смотрел лет 20. Это насилие над зрителем, когда его показывают в Новогоднюю ночь.
В 1977 году перешёл во МХАТ; после раскола театра в 1987 году остался с Олегом Ефремовым — в МХТ им. А. П. Чехова, где служил до 2013 года.
Преподавал в Школе-студии МХАТ.
Приглашался[значимость факта?] в жюри Высшей лиги КВН.
Автор трёх детективных романов, которые написал, по его признанию, «лишь потому, что жене не хватает интересной литературы». Сценарист Александр Бородянский снял по книге Мягкова сериал, вышла трилогия его детективов «Сивый мерин».

## Общественная позиция
Выступал против аннексии Крыма Россией, после начала вторжения России в Крым подписал письмо в поддержку Украины.

## Личная жизнь и последние годы
С 1963 года и до конца его жизни супругой Мягкова была Анастасия Вознесенская (1943—2022), актриса, народная артистка РФ (1997). Детей не было. На вопросы о том, почему у них нет детей, Мягков и Вознесенская отвечали, что в молодости они полностью посвящали себя работе и на что-либо другое у них не оставалось времени.
Увлекался портретной живописью. Для друга и учителя Олега Ефремова написал картину «Портрет Олега Ефремова». Написал портреты Михаила Горбачёва и Галины Волчек. В последние годы вёл уединённый образ жизни, практически не давая интервью.
С 2010 года практически не снимался в кино, объясняя это тем, что российский кинематограф стал подражать американскому:
Мы так бесстыдно подражаем американцам! Боевики, драки, бесконечный экшен. Кино стало бесчувственное, бессердечное. Это не русское искусство. Его мы забросили совершенно. У советского кино было своё лицо, а сейчас его взяли, повернули затылком и нарисовали на нём американскую физиономию.
Последний раз вышел на сцену МХТ им. А. П. Чехова вместе со своей супругой, актрисой Анастасией Вознесенской, в мае 2013 года, в спектакле «Белый кролик».
Андрей Мягков скончался в Москве на 83-м году жизни 18 февраля 2021 года. Причиной смерти стала острая сердечная недостаточность. 20 февраля в МХТ им. Чехова состоялась церемония прощания. Мягков похоронен на Троекуровском кладбище.
7 июля 2023 года на могиле актёра и его супруги был открыт памятник.

## Творчество

### Театр
Актёрские работы
Московский театр «Современник» (1965—1977)
- 1965 — «Голый король» Е. Л. Шварца. Режиссёры: О. Ефремов и М. Микаэлян — Генрих (ввод в спектакль)
- 1965 — «Белоснежка и семь гномов» Льва Устинова, Олега Табакова, Режиссёр: О. П. Табаков — Воскресенье (ввод в спектакль)
- 1965 — «Всегда в продаже» В. П. Аксёнова. Постановка О. Ефремова — Евгений Кисточкин
- 1966 — «Ночная повесть» Кшиштофа Хоиньски, Режиссёр: Владимир Салюк — Марек, Фотограф
- 1966 — «Обыкновенная история» В. С. Розова по роману А. И. Гончарова. Режиссёр Г. Волчек — Александр Адуев, Поспелов
- 1967 — «Большевики» М. Ф. Шатрова. Постановка О. Ефремова и Г. Волчек — Покровский, Луначарский
- 1967 — «Декабристы» Л. Г. Зорина. Постановка О. Ефремова — Трубецкой Сергей Петрович
- 1967 — «Народовольцы» А. П. Свободина. Постановка О. Ефремова — Александр Михайлов
- 1967 — «Баллада о невесёлом кабачке» Э. Олби, Постановка Эйви Эрлендссона (Исландия) — Братец Лаймон
- 1967 — «Традиционный сбор» В. Розова, Режиссёр: О. Ефремов — Игорь
- 1968 — «Мастера» Рачо Стоянова, Режиссёр: Вилли Цанков — Живко
- 1968 — «На дне» М. Горького, Постановка: Г. Б. Волчек — Барон, Актёр
- 1971 — «Тоот, другие и майор» И. Эркеня. Постановка В. Алова и В. Наумова — Священник
- 1973 — «Восхождение на Фудзияму» Ч. Айтматова и К. Мухаметжанова, Режиссёр Г. Волчек — Исабек Мергенов
- 1973 — «Балалайкин и Ко» С. В. Михалкова по роману М. Е. Салтыкова-Щедрина «Современная идиллия». Режиссёр Г. Товстоногов — Редедя, странствующий полководец
- 1974 — «Из записок Лопатина» К. М. Симонова. Постановка И. Райхельгауза — Вячеслав
- 1974 — «Четыре капли» В. С. Розова, Постановка: Валерия Фокина — Денисов
- 1976 — «Вишнёвый сад» А. П. Чехова, Постановка: Г. Б. Волчек — Трофимов Пётр Сергеевич, студент

МХАТ (1977—1987)
- 1977 — «Чайка» А. П. Чехова. Постановка Б. Н. Ливанова 1968 года — Треплев (ввод в спектакль)
- 1978 — «Три сестры» А. П. Чехова Постановка Вл. И. Немировича-Данченко 1940 года (ввод в спектакль) — Тузенбах
- 1978 — «Эльдорадо» А. Соколовой (реж. О. Ефремов) — Евгений
- 1978 — «Утиная охота» А. Вампилова (реж. О. Ефремов) — Зилов
- 1980 — «Чайка» А. П. Чехова (реж. О. Ефремов) — Треплев, Тригорин
- 1985 — «Дядя Ваня» А. П. Чехова (реж. О. Ефремов) — Войницкий

Московский Художественный театр имени А. П. Чехова (1987—2013)
- 1987 — «Перламутровая Зинаида» М. Рощина (режиссёр О. Ефремов) — Аладьин
- 1990 — «Иванов» А. П. Чехова (реж. О. Ефремов) — Лебедев Павел Кириллыч, председатель сельской управы (Возобновление спектакля 1976 года)
- 1992 — «Горе от ума» А. С. Грибоедова (режиссёр О. Ефремов) — Репетилов
- 1994 — «Борис Годунов» А. С. Пушкина (реж. О. Ефремов) — Мисаил,
- 1994 — «Мишин юбилей» А. Гельмана и Р. Нельсона (реж. О. Ефремов) — Валерий
- 1997 — «Три сестры» А. П. Чехова (реж. О. Ефремов) — Кулыгин
- 1997 — «Путь издалека» Я. Кабанеллиса (реж. К. Хатзииоаннидис) — Пориотис
- 1999 — «Привидения» Г. Ибсена (реж. Н. Скорик) — Пастор Мандерс
- 2004 — «Мещане» М. Горького (реж. К. Серебренников) — Бессеменов,
- 2008 — «Белый кролик» М. Чейз (реж. Е. Каменькович) — Элвуд

Режиссёр
- 1989 — «Спокойной ночи, мама» Марк Норман, МХТ имени А. П. Чехова
- 2002 — «Ретро» А. Галин, МХТ имени А. П. Чехова

### Фильмография
| Год  |    | Название                                                             | Роль                                                                  |
| ---- | -- | -------------------------------------------------------------------- | --------------------------------------------------------------------- |
| 1965 | ф  | Похождения зубного врача                                             | Чесноков, зубной врач                                                 |
| 1966 | ф  | Симфония, рождённая заново                                           | Вершинин, композитор                                                  |
| 1967 | ф  | Бедная Лиза                                                          | Эраст                                                                 |
| 1967 | с  | Фитиль (сюжет «Чувство юмора»)                                       | Сидоров                                                               |
| 1968 | ф  | Братья Карамазовы                                                    | Алёша Карамазов                                                       |
| 1969 | ф  | Старый дом                                                           | Александр Герцен                                                      |
| 1971 | ф  | Серебряные трубы                                                     | Аркадий Гайдар                                                        |
| 1972 | ф  | На дне                                                               | Барон                                                                 |
| 1972 | ф  | Нежданный гость                                                      | Нечаев                                                                |
| 1972 | ф  | Гроссмейстер                                                         | Хлебников                                                             |
| 1973 | ф  | Надежда                                                              | Ленин                                                                 |
| 1974 | тф | Моя судьба                                                           | Сабуров, сотрудник ЧК                                                 |
| 1975 | ф  | Страх высоты                                                         | Антон Тихомиров                                                       |
| 1975 | тф | Ирония судьбы, или С лёгким паром!                                   | Женя Лукашин, врач-хирург                                             |
| 1975 | ф  | Из записок Лопатина                                                  | Вячеслав, персонаж повести, которую пишет Лопатин                     |
| 1976 | ф  | Дни Турбиных                                                         | Алексей Турбин                                                        |
| 1976 | ф  | Вы мне писали…                                                       | Юрий Звягин                                                           |
| 1976 | ф  | Отпуск, который не состоялся                                         | Юрий                                                                  |
| 1976 | с  | Фитиль (сюжет «Без дураков»)                                         | Сидоров                                                               |
| 1977 | ф  | Садись рядом, Мишка!                                                 | папа Генки                                                            |
| 1977 | ф  | Служебный роман                                                      | Новосельцев, старший статистик                                        |
| 1979 | тф | Активная зона                                                        | Артем Николаевич, секретарь обкома                                    |
| 1979 | ф  | Гараж                                                                | Хвостов, лаборант НИИ                                                 |
| 1979 | ф  | Примите телеграмму в долг                                            | отец Линёва                                                           |
| 1979 | ф  | Утренний обход                                                       | Лев Сергеевич Нечаев, врач-хирург, заведующий отделением              |
| 1980 | ф  | Расследование                                                        | полковник Ермилов                                                     |
| 1981 | ф  | Ожидаются похолодание и снег                                         | Ступин                                                                |
| 1982 | ф  | 4:0 в пользу Танечки                                                 | Пётр Семёнович, директор школы                                        |
| 1983 | ф  | Гонки по вертикали                                                   | Станислав Тихонов, инспектор МУРа                                     |
| 1983 | ф  | Летаргия                                                             | Бекасов                                                               |
| 1983 | ф  | Оглянись!                                                            | психотерапевт                                                         |
| 1983 | ф  | Послесловие                                                          | Владимир Швырков, учёный                                              |
| 1983 | ф  | Не было бы счастья…                                                  | Анатолий Бреднёв («Аскольд»), журналист                               |
| 1984 | ф  | Полоса препятствий                                                   | Корабельников                                                         |
| 1984 | ф  | Жестокий романс                                                      | Карандышев                                                            |
| 1986 | ф  | Последняя дорога                                                     | Дубельт, генерал, помощник графа Бенкедорфа, начальник тайной полиции |
| 1986 | ф  | Человек, который брал интервью                                       | профессор Нэли                                                        |
| 1986 | ф  | От зарплаты до зарплаты                                              | Павлищев                                                              |
| 1987 | ф  | Свободное падение                                                    | следователь                                                           |
| 1987 | ф  | Ваш специальный корреспондент                                        | Ион Браниште                                                          |
| 1987 | ф  | Кувырок через голову                                                 | папа Аси                                                              |
| 1987 | ф  | Сильнее всех иных велений                                            | Александр Иванович Герцен                                             |
| 1992 | ф  | На Дерибасовской хорошая погода, или На Брайтон-Бич опять идут дожди | Артист (дядя Миша), главарь русской мафии                             |
| 1992 | ф  | Виновата ли я…                                                       | Борисов, врач (роль озвучивал другой актер)                           |
| 1993 | ф  | Осенние соблазны                                                     | Лангмайер                                                             |
| 1998 | ф  | Контракт со смертью                                                  | врач-хирург Игнатовский                                               |
| 1998 | с  | Чехов и Ко (новелла «В пансионе»)                                    | Дырявин, учитель математики                                           |
| 2001 | ф  | Сказ про Федота-стрельца                                             | Царь                                                                  |
| 2004 | ф  | 32 декабря                                                           | Сергей Петрович                                                       |
| 2006 | ф  | Кто приходит в зимний вечер                                          | Филаретов                                                             |
| 2007 | ф  | Ирония судьбы. Продолжение                                           | Лукашин, отец Кости                                                   |
| 2010 | с  | Туман рассеивается                                                   | Владимир Крючков, начальник 1 управления КГБ                          |

#### Озвучивание
- 1980 — Фантазия на тему любви — Александр (роль, исполненная фигуристом Юрием Овчинниковым)
- 1996 — Привет, дуралеи! — Юрий Каблуков / Огюст Дерулен (роли, исполненные клоуном Вячеславом Полуниным)

## Награды и премии
Государственные награды:
- «Заслуженный артист РСФСР» (31 декабря 1976) — за заслуги в области советского киноискусства[28].
- Государственная премия СССР (1977) — за роль Лукашина в фильме «Ирония судьбы, или С лёгким паром!».
- Государственная премия РСФСР имени братьев Васильевых (1979) — за роль Новосельцева в фильме «Служебный роман».
- «Народный артист РСФСР» (5 декабря 1986) — за заслуги в области советского театрального искусства[29].
- орден Почёта (8 июля 1998) — за большой вклад в развитие отечественного искусства[30].
- орден «За заслуги перед Отечеством» IV степени (1 сентября 2003) — за большой вклад в развитие отечественного искусства[31].
- Благодарность президента Российской Федерации (23 июня 2008) — за большие заслуги в развитии театрального и кинематографического искусства[32].
- орден Дружбы (21 декабря 2013) — за большие заслуги в развитии отечественной культуры и искусства, многолетнюю плодотворную деятельность[33].
- орден «За заслуги перед Отечеством» III степени (29 мая 2019) — за большой вклад в развитие отечественной культуры и искусства, многолетнюю плодотворную деятельность[34].

Другие награды и премии:
- Театральная премия Станиславского на фестивале «Балтийский дом» (3 октября 1997) — за роль Кулыгина в спектакле «Три сёстры», МХТ.
- Театральная премия «Чайка» (2004) — за сценическое партнёрство «Двойной удар» в спектакле «Мещане», МХТ. (Партнёром выступала А. Б. Покровская).
- Специальная премия «Золотая маска» «За выдающийся вклад в развитие театрального искусства» (2021)[35].

## Память
Творчеству и памяти актёра посвящены документальные фильмы и телепередачи:
- «Ирония судьбы Андрея Мягкова» («Первый канал», 2003)[36]
- «Андрей Мягков. „И никакой иронии судьбы…“» («Первый канал», 2011)[37][38]
- «Другой Андрей Мягков» («Первый канал», 2013)[16][39]
- «Андрей Мягков. „Тишину шагами меря…“» («Первый канал», 2018)[40][41]
- «О чём молчит Андрей Мягков» («ТВ Центр», 2018)[42]
- «Ирония судьбы. С любимыми не расставайтесь…» («Первый канал», 2020)[43][44]